# Bojczinowci
Bojczinowci (bułg. Бойчиновци) – miasto w Bułgarii, w obwodzie Montana, centrum administracyjne gminy Bojczinowci. Według danych szacunkowych Ujednoliconego Systemu Ewidencji Ludności oraz Usług Administracyjnych dla Ludności, 15 września 2023 roku miejscowość liczyła 1431 mieszkańców.